# Богобудівництво
Богобудівництво — це етико-філософська течія в російському марксизмі, розвивалась лівими літераторами в першому десятилітті XX століття з метою інтеграції ідей марксизму і релігії. Заснована на можливій схожості соціалістичного і християнського світоглядів.
Його прихильники не "шукали» Бога як певну існуючу надсвітову сутність, а прагнули «побудувати» його з мощі колективу. Згодом богобудівництво розглядалося як одне з перших трактувань марксистської філософії в релігійному руслі. Богобудівництво в середовищі російських соціал-демократів представляли Анатолій Васильович Луначарський і Володимир Олександрович Базаров (Руднєв); до руху також примикали Максим Горький і Олександр Олександрович Богданов. До тези про необхідність синкретизації соціалізму і релігії представники богобудівництва прийшли різними шляхами; в більшості своїй їх об'єднувала тільки спільна позиція щодо синхронізації матеріалізму і емпіріокритицизм.
Як основне джерело богобудівництва розглядається синтез соціально-економічного вчення Маркса та теорії пізнання Ернста Маха і Ріхарда Авенаріуса. Незважаючи на поширене у радянській історіографії ототожнення богобудівництва виключно з махізмом, богобудівники в обґрунтуванні своїх переконань вказували на вольтерівську інтерпретацію релігії як необхідного соціального регулятора, на «нове християнство» Анрі Сен-Симона, а також на приклади обґрунтування радикальних ідеологій народних мас релігійними концепціями (раннє християнство, маздакізм, єресь альбігойців і богомилів).
Виходячи з махістського постулату про суб'єктивність категорій фундаментальної науки, представники богобудівництва обґрунтовували помилковість припущення про універсальність наукового підходу, стверджуючи, що соціалістичне вчення вимагає пояснення проблемних питань, що не піддаються цілком науковому пізнанню, в першу чергу, проблем смерті і потойбічного світу. Інтерпретуючи релігію як творчу діяльність людства, дана течія поставила своїм завданням створення нової, пролетарської релігії. Значна частина богобудівників визнавала існування Бога і окремі постулати християнської релігії, однак домінуючою у течії з'явилася ідея ототожнювання прогресу, колективу або суспільства в цілому з Богом, необхідна для приведення у відповідність ідеалу і реальності. Богобудівництво в основі будь-якої ідеології бачило відповідне світовідчуття, яке певною мірою містить релігію, об'єднуючи з її допомогою суспільство в єдиному емоційному пориві, особливому стані екзальтації по відношенню до «святині», маючи на увазі під останньою Бога або його субститут. Це положення зближувало богобудівництво з позитивістами і молодогегельянцями, зокрема, з «позитивної релігією» Огюста Конта і «релігією людства» Людвіга Фейєрбаха.

## Історія
Богобудівництво як самостійний рух оформилося в дискусіях з ідеалістами-богошукачами (згодом богобудівники вели найбільш запеклу полеміку не з марксистами-атеїстами, а саме з «релігійними» декадентами). У 1908-1910 богобудівники розгорнули активну кампанію у пресі з ознайомлення російського революційного руху зі своїми ідеями: А.В.Луначарський видає двотомник «Релігія і соціалізм» (1908), В.А. Базаров — статті «Богошукання і богобудівництво» (у кн.: Вершини, кн.1, 1909) і «Містицизм і реалізм нашого часу» (Збірка «Нариси з філософії марксизму», 1908). Випущений в 1908 А.В. Луначарським, О.О. Богдановим, В.А. Базаровим і Максимом Горьким збірник «Нариси філософії колективізму» викликав неприйняття у В.І.Леніна, що вказував на елементи махізму в російському богобудівництві, а також різко засуджував прагнення «реанімувати або створити релігію».

## Капрійська школа
У серпні-грудні 1909 богобудівники за підтримки Максима Горького утримували на острові Капрі фракційну школу (Капрійська школа) для робітників, названу Леніном «літераторський центром богобудівництва». Негативні відгуки Плеханова («Про так звані релігійні шукання в Росії») і В.І. Леніна («Про фракції прихильників одзовізму і богобудівництва», див. Повну збірку творів, 5 вид., т. 19, с.90) знайшли своє відображення у засудженні богобудівництва як «... течії, що пориває з основами марксизму...» на нараді розширеної редакції більшовицької газети «Пролетар», що по суті було засіданням колишнього обраного на V з'їзді РСДРП Більшовицького центру за участі делегатів від місцевих організацій (протягом 8-17 червня 1909). В результаті, при закритті Капрійської школи, група емігрантів-членів РСДРП, близьких до богобудівництва, прийняла платформу «Сучасне становище і завдання партії» (на противагу ленінської резолюції «Про сучасний момент і завдання партії»), запропоновану А.А. Богдановим, виключеним з партії після наради редакції «Пролетаря». 28 грудня 1909 резолюція спільно з повідомленням про утворення групи (формально «літературної організації») «Вперед» була відправлена в ЦК РСДРП.

## Група "Вперед"
Створення групи «Вперед» було результатом зближення богобудівників і головних лівацьких груп в середовищі російської соціал-демократії — одзовістів і ультиматистів, що об'єдналися на загальній платформі неприйняття легальних або напівлегальних засобів революційної боротьби, бойкоту виборів в Думу, синкретизації релігії, науки і марксизму, створення нової пролетарської культури, розвитку пролетарської науки і пролетарської філософії. Після фактичного припинення існування групи «Вперед» у 1913 колишні богобудівники здебільшого відмовилися від неокантіанських і махістських устремлінь. Проте існування такого руху зумовило подальші експерименти в ідеології лівого християнського соціалізму і окремі спроби релігійного трактування російського комунізму.
У сучасному світі деякі близькі до Богобудівництва ідеї продовжує розвивати трансгуманізм.
Ідеї богобудівництва отримали відображення і в сучасній науковій фантастиці, наприклад в романах «Гіперіон» і «Невернесс».